# برايان فايسه
برايان فايسه (بالإنجليزية: Brian Weise)‏ هو لاعب كرة قدم أمريكي، ولد في 1973. لعب مع Highlanders F.C. ‏.